# Lui Lai Yiu
Lui Lai Yiu (* 30. November 1994 in Hongkong) ist eine Leichtathletin aus Hongkong, die sich auf den 100-Meter-Hürdenlauf spezialisiert hat.

## Sportliche Laufbahn
Erste internationale Erfahrungen sammelte Lui Lai Yiu bei den Juniorenasienmeisterschaften 2010 in Hanoi, bei denen sie in 17,31 s den sechsten Platz belegte. Zwei Jahre darauf gewann sie bei den Juniorenasienmeisterschaften in Colombo in 14,59 s die Bronzemedaille und 2013 wurde sie bei den Ostasienspielen in Tianjin Fünfte. 2014 nahm sie zum ersten Mal an den Asienspielen im südkoreanischen Incheon teil, schied im Hürdensprint mit 13,99 s in  der ersten Runde aus und erreichte mit der Hongkonger 4-mal-100-Meter-Staffel in 46,14 s Rang acht. 2015 schied sie sowohl bei den Asienmeisterschaften in Wuhan als auch bei der Sommer-Universiade in Gwangju in der Vorrunde aus. 2016 nahm sie über 60 Meter Hürden an den Hallenasienmeisterschaften in Doha teil und wurde dort im Vorlauf disqualifiziert.
2017 nahm sie erneut an den Asienmeisterschaften in Bhubaneswar teil und belegte dort in 13,89 s den siebten Platz. Bei der Sommer-Universiade in Taipeh gelangte sie bis in das Halbfinale. Anfang September gewann sie bei den Asian Indoor & Martial Arts Games in Aşgabat mit neuer Bestleistung von 8,41 w die Goldmedaille vor der Thailänderin Suchada Meesri. 2018 nahm sie erneut an den Asienspiele in Jakarta teil und gewann dort in 13,42 m die Bronzemedaille. Im Jahr darauf belegte sie bei den Asienmeisterschaften in Doha mit neuem Landesrekord von 13,32 s den vierten Platz und schied dann bei der Sommer-Universiade in Neapel mit 13,52 s im Halbfinale aus. 2022 startete sie über 60 m Hürden bei den Hallenweltmeisterschaften in Belgrad und schied dort mit 8,45 s in der ersten Runde aus. Im Jahr darauf klassierte sie sich bei den Asienmeisterschaften in Bangkok mit 13,65 s auf dem sechsten Platz. Im Oktober belegte sie bei den Asienspielen in Hangzhou in 13,35 s den sechsten Platz. 2024 gewann sie bei den Hallenasienmeisterschaften in Teheran mit neuem Landesrekord von 8,26 s die Bronzemedaille über 60 m Hürden hinter der Inderin Jyothi Yarraji und Asuka Terada aus Japan und im Jahr darauf belegte sie bei den Asienmeisterschaften in Gumi in 13,73 s den achten Platz über 100 m Hürden.
In den Jahren 2017 und 2018 sowie 2021 und 2023 und 2024 wurde Lui Hongkonger Meisterin im 100-Meter-Hürdenlauf. Sie absolvierte ein Studium für Business Management an der Chinesischen Universität Hongkong.

## Persönliche Bestleistungen
- 100 m Hürden: 13,15 s (+0,5 m/s), 5. Mai 2024 in Hongkong
  - 60 m Hürden (Halle): 8,26 s, 17. Februar 2024 in Teheran (Hongkonger Rekord)